# Лихтенштейнско-непальские отношения
Лихтенштейнско-непальские отношения — двусторонние дипломатические отношения между Княжеством Лихтенштейн и Федеративной Демократической Республикой Непал.

## История
Оба государства никогда не входили в Лигу Наций. Непал установил свои дипломатические отношения с Лихтенштейном 24 ноября 2017 года. Во время встречи, состоявшейся в Постоянном представительстве Непала, послы двух стран выразили уверенность в том, что прямые дипломатические отношения будут способствовать развитию и дальнейшему укреплению отношений дружбы и сотрудничества между двумя странами в рамках Организации Объединенных Наций и за её пределами. Установление дипломатических отношений с Лихтенштейном ознаменовало завершение установления дипломатических отношений Непала со всеми европейскими государствами-членами ООН.
Двусторонние отношения между двумя странами были дружественными с момента установления дипломатических отношений. Непал и Лихтенштейн разделяют схожие взгляды по многим международным вопросам. Непал, как Лихтенштейн, отстаивает примат многосторонности и многостороннего процесса принятия решений. Между двумя странами были контакты и сотрудничество в ООН, международных организациях, международных конференциях и встречах. В настоящее время практически отсутствуют инвестиции, сотрудничество в целях развития и другие секторы экономических отношений. Однако есть перспективы изучить возможные области сотрудничества на двустороннем и многостороннем уровнях, включая вопросы изменения климата, а также сотрудничество в сфере туризма.

## Торговля
| Год  | Экспорт ($) | Импорт ($) | Сальдо ($) |
| ---- | ----------- | ---------- | ---------- |
| 2015 | 3,744       | 8,845      | -5,101     |
| 2016 | 1,050       | 987        | 63         |
| 2017 | 0           | 4,349      | -4,349     |
| 2018 | 0           | 3,939      | -3,939     |
| 2019 | 2,715       | 16,085     | -13,370    |

Непал экспортирует предметы одежды и аксессуары для одежды в небольших количествах и импортирует электрические машины и оборудование, химические продукты и медицинские инструменты из Лихтенштейна.

## Дипломатические миссии
- Лихтенштейн не представлен в Непале ни на каком уровне.
- Непал не имеет посольства в Лихтенштейне, но посольство Непала в Женеве, Швейцария, одновременно аккредитовано в Лихтенштейне[3].

## Совместные международные организации
Обе страны являются членами ряда международных организаций, в том числе:
| Название организации                         | Дата присоединения Лихтенштейна | Дата присоединения Непала |
| -------------------------------------------- | ------------------------------- | ------------------------- |
| Всемирный почтовый союз                      | 13 марта 1962 года              | 11 октября 1956 года      |
| Организация по запрещению химического оружия | 24 декабря 1999 года            | 18 декабря 1997 года      |
| ВТО                                          | 1 сентября 1995 года            | 23 апреля 2004 года       |
| Интерпол                                     | 10 октября 1960 года            | 27 сентября 1967 года     |
| Организация Объединенных Наций               | 18 сентября 1990 года           | 14 декабря 1955 года      |